# Intergalaktisk stjärna

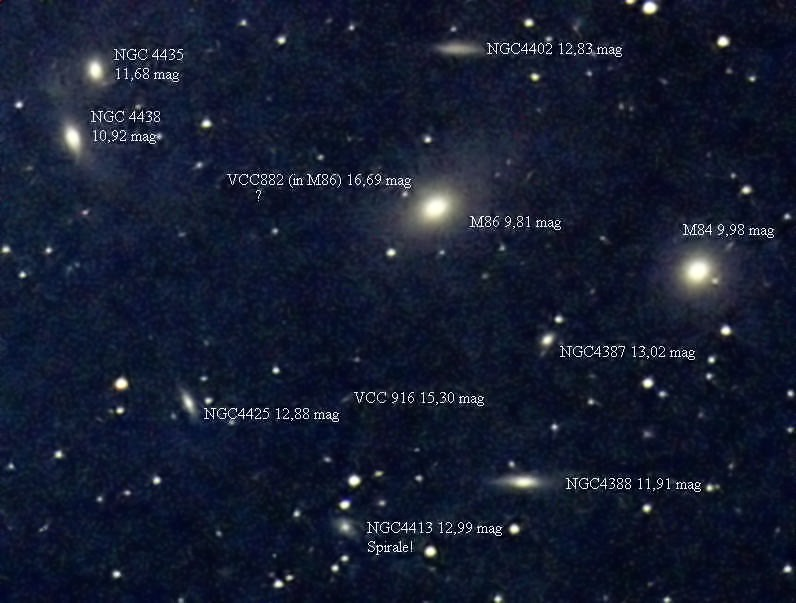
Virgohopen.

En intergalaktisk stjärna, eller fri stjärna, är en stjärna som inte är bunden till någon galax. Tidigare var uppfattningen att stjärnor endast kunde finnas inom galaxer, men i januari 1997 meddelade astronomerna att den första intergalaktiska stjärnan hade upptäckts. Den upptäcktes i Virgohopen, där astronomerna numera uppskattar att det finns nästan en biljon intergalaktiska stjärnor. Under 1990-talets slut diskuterades ämnet ofta bland astronomerna.

### Fotnoter
1. ↑  ”Hubble Finds Intergalactic Stars” (på engelska). Hubblesite. 14 januari 1997. https://hubblesite.org/contents/news-releases/1997/news-1997-02.html. Läst 13 september 2013.